# Uetze
Uetze [ˈʏt͜sə] er en kommune med godt 20.000 indbyggere i  Region Hannover i den tyske delstat Niedersachsen.

## Geografi
Uetze ligger ca. 17 kilometer nordøst for Hannover, ved sydenden af  Lüneburger Heide.
Kommunen gennemløbes af floderne  Fuhse og Erse, der kommer fra  det nordlige Harzvorland og løber i nordlig retning. Nordvestl for  Uetze munder  Erse ud i  Fuhse, der løber ud i  Aller ved Celle. Kommunen har et areal på ca. 140 km².

## Inddeling
Kommunen består af landsbyerne  (tidligere selvstændige kommuner) Altmerdingsen, Dedenhausen, Dollbergen, Eltze, Hänigsen, Katensen, Obershagen, Schwüblingsen samt hovedbyen Uetze hvortil også hører bebyggelserne Abbeile, Benrode, Dahrenhorst og Wackerwinkel.